# Rickey D'Shon Collins
Rickey D'Shon Collins est un acteur américain né le 17 janvier 1983.

## Filmographie
- 1993 : Father & Son: Dangerous Relations (TV) : Project Boy
- 1993 : Le Voyage d'Edgar dans la forêt magique (Once Upon a Forest) : Bosworth (voix)
- 1994 : Les Petits Géants (Little Giants) de Duwayne Dunham : Briggs
- 1995 : Happily Ever After: Fairy Tales for Every Child (série TV) : School Child #2 (voix)
- 1996 : Jack : Eric
- 1997 : Les Guerriers de la vertu (Warriors of Virtue) : Chucky
- 1997 : La Cour de récré (Recess) (série TV) : Vincent Pierre 'Vince' LaSalle (voix)
- 2001 : La Cour de récré: Vive les vacances (Recess: School's Out) : Vincent Pierre 'Vince' LaSalle (voix)
- 2001 : Recess Christmas: Miracle on Third Street (vidéo) : Vincent Pierre 'Vince' LaSalle
- 2003 : Recess: Taking the Fifth Grade (vidéo) : Vince (voix)
- 2003 : Recess: All Growed Down (vidéo) : Vince (voix)
- 2005 : The Golden Blaze (vidéo) : Leon (voix)